# Archaeoscelio filicornis
Archaeoscelio filicornis är en stekelart som beskrevs av Charles Thomas Brues 1940. Archaeoscelio filicornis ingår i släktet Archaeoscelio och familjen Scelionidae. Inga underarter finns listade.